# Agni Air
Agni Air (el. Agni Air Pvt. Ltd.) er et indenrigs luftfartsselskab baseret i Nepal, som startede flyvninger fra marts 2006. Flyselskabets IATA-kode er AG og selskabets motto er: Fly with passion.
Agni Air har hovedkvarter i Kathmandu, hvorfra der foretages ordinære ruteflyvninger til:
- Lukla i de østlige bjergområder syd for Mount Everest
- Tumlingtar i den østlige bakkeregion
- Biratnagar i den østlige del af lavlandet
- Janakpur i den østlige/centrale del af lavlandet
- Simara i den centrale del af lavlandet nær Chitwan Nationalpark
- Bhairahawa i den centrale/vestlige del af lavlandet nær Lumbini
- Pokhara i den vestlige del af bakkeområdet
- Nepalganj i den vestlige del af lavlandet